# Partit Regionalista de Cantàbria
El Partit Regionalista de Cantàbria (PRC) és la segona formació política més antiga d'àmbit regional de Cantàbria (Espanya). L'actual secretari general del partit és Miguel Ángel Revilla, que ocupa el càrrec de President de Cantàbria des de l'any 2003.

## Història
L'origen del partit es troba en l'Associació per a la Defensa dels Interessos de Cantàbria (ADIC), fundada el 14 de maig de 1976, amb l'objectiu d'impulsar la vocació autonomista càntabra. En 1978, quan es tancava el mapa de les preautonomies a Espanya, del que Cantàbria va quedar al marge, en el si d'ADIC es va proposar la creació d'un partit regionalista i independent per a promoure l'autonomia de Cantàbria i concórrer a les eleccions municipals de 1979.2019 Així, el 10 de novembre de 1978, naixia el Partit Regionalista de Cantàbria (PRC), fundat per Miguel Ángel Revilla Roiz, Manuel Izquierdo Nozal, José Luis Oria Toribio, Eduardo Obregón Barreda i Juan José García González.
Uns mesos després, el PRC concorre a les eleccions generals espanyoles de 1979, presentant una candidatura al Senat, i el 3 d'abril d'aquest mateix any acudeix als comicis municipals amb una meta clara: aconseguir els representants necessaris per a reclamar des dels ajuntaments l'autonomia per a Cantàbria. El primer Congrés Regional del partit va tenir lloc els dies 8 i 9 de desembre de 1979 a Puente Viesgo, on es van aprovar els Estatuts Generals, una ponència ideològica, una altra sobre actuació municipal i una tercera sobre política agrària, a més d'un projecte d'Estatut d'Autonomia de Cantàbria . El següent Congrés arribaria en 1982 i en ell va ser escollit Eduardo Obregón Barreda com a secretari general.
El 8 de maig de 1983, amb motiu de les eleccions regionals i municipals, el PRC accedeix al Parlament de Cantàbria amb dos diputats i obté 63 regidors. En 1985, Eduardo Obregón Barreda revalida el seu càrrec de secretari general en el III Congrés Regional i dos anys després, el 10 de juny de 1987, el PRC incrementa la seva representació institucional, assolint 5 diputats al Parlament de Cantàbria i 102 regidors en els diferents ajuntaments de la regió. Aquest mateix dia van tenir lloc eleccions europees, en les quals el partit va aconseguir 14.553 vots. En el IV Congrés Regional, el 20 de març de 1988, Miguel Ángel Revilla accedeix per primera vegada a la secretaria general, que ha ocupat de forma ininterrompuda des de llavors, amb la confirmació dels successius congressos, celebrats el 9 de novembre de 1991, el 13 de novembre de 1994, el 8 de novembre de 1998 i el 17 de novembre de 2002.
El 30 d'abril de 1988 va ser una altra data important en la trajectòria del PRC, per la seva participació a València, com observador, en un grup de treball de partits regionalistes per a elaborar un projecte conjunt i concórrer units a les eleccions europees de l'any següent. Aquest grup de treball va reunir a Unió del Poble Navarrès, Partit Aragonès, Unió Valenciana, Partido Riojano Progresista, Unió Mallorquina, Extremadura Unida i Unión Melillense, a més del Partit Regionalista de Cantàbria, que al juny s'integra com un membre més de la plataforma i un any després es presenta a les eleccions al Parlament Europeu, formant part de la candidatura de la Federació de Partits Regionalistes (FPR). A partir de llavors, les relacions entre els diferents partits regionalistes que existeixen en Espanya han estat constants.
La següent cita electoral autonòmica i municipal, del 26 de maig de 1991, va suposar per al PRC mantenir la seva representació al Parlament de Cantàbria, amb dos diputats, i en els diferents municipis, amb un total de 69 regidors. Aquests resultats es van veure àmpliament superats en els següents comicis: el 28 de maig de 1995, amb 88 regidors i 6 escons, que van permetre l'accés del partit, per primera vegada en la seva història, al Govern de Cantàbria, ocupant la vicepresidència i les Conselleries d'Obres Públiques, Ramaderia i Cultura. En aquest any va ser escollit President de Cantàbria José Joaquín Martínez Sieso (PP), amb el suport del PRC, que va governar en coalició amb els populars. Les eleccions celebrades el 13 de juny de 1999, van suposar un nou avanç en la representació institucional regionalista, que va mantenir els seus 6 diputats al Parlament de Cantàbria i va incrementar la seva presència en els municipis fins a 213 regidors, dels quals 23 eren alcaldes. Els resultats electorals van aconsellar reeditar el pacte de govern de la legislatura anterior, amb el PP i José Joaquín Martínez Sieso d'acord amb un compromís fonamental per al PRC: la construcció immediata de l'Autovia de la Meseta per a acabar amb l'aïllament secular de Cantàbria en les seves comunicacions amb el centre del país.
A les eleccions autonòmiques celebrades el 25 de maig de 2003, fou el partit que va experimentar un major creixement en nombre de vots, exactament un 60 per cent més que en els anteriors comicis de 1999, i l'únic que va incrementar la seva representació parlamentària, passant de 6 a 8 escons. No obstant això en aquestes eleccions el Partit Popular va ser la formació que més vots va obtenir, seguit del PSC-PSOE i finalment el PRC. El dia 5 de juny de 2003 el Partit Regionalista de Cantàbria, que durant vuit anys havia estat governant en coalició amb el PP, va subscriure un pacte de coalició amb el Partit Socialista per a la legislatura 2003-2007, sent escollit el seu secretari general, Miguel Ángel Revilla Roiz, President del Govern de Cantàbria.
A les últimes eleccions autonòmiques del dia 27 de maig de 2007, el PRC va tenir un significatiu augment de vots a costa dels altres dos principals partits de la regió, el PP i el PSC-PSOE, el que ha fet que passi a ser la segona formació política en importància en Cantàbria. El Partit Regionalista de Cantàbria va decidir no presentar-se a les eleccions generals de 2008, sense demanar el vot per a cap partit. No obstant això, el seu secretari general, Miguel Ángel Revilla va mostrar les seves preferències per la continuïtat de Rodríguez Zapatero com a president arribant a participar en un míting del PSOE a Santander.
A les eleccions de 2011 el Partit Popular va obtenir la majoria absoluta i va poder governar, quedant el PRC segon, però a les eleccions de 2015 no va revalidar la majoria absoluta i el PRC, que va tornar a quedar segon va poder formar una coalició amb PSOE, i gràcies a l'abstenció de Podemos, Revilla aconseguí ser President de nou. En les eleccions de 2019, en les que Revilla encapçalava de nou la candidatura el seu partit, va guanyar per primer cop les votacions.

## Resultats electorals

### Eleccions autonòmiques
| Parlament de Cantàbria |         |      |      |         |     |                      |                      |
| Any                    | Vots    | %    | Pos. | Escons  | +/– | Líder                | Govern               |
| 1983                   | 18,767  | 6.7  | 3r   | 2 / 35  | Nou | Miguel Ángel Revilla | Oposició             |
| 1987                   | 37,950  | 12.9 | 3r   | 5 / 39  | 3   | Miguel Ángel Revilla | Oposició (1987–1990) |
| 1987                   | 37,950  | 12.9 | 3r   | 5 / 39  | 3   | Miguel Ángel Revilla | Govern (1990–1991)   |
| 1991                   | 18,789  | 6.4  | 4t   | 2 / 39  | 3   | Miguel Ángel Revilla | Oposició             |
| 1995                   | 46,587  | 14.6 | 4t   | 6 / 39  | 4   | Miguel Ángel Revilla | Govern               |
| 1999                   | 42,896  | 13.5 | 3r   | 6 / 39  | =   | Miguel Ángel Revilla | Govern               |
| 2003                   | 66,480  | 19.2 | 3r   | 8 / 39  | 2   | Miguel Ángel Revilla | Govern               |
| 2007                   | 99,159  | 28.6 | 2n   | 12 / 39 | 4   | Miguel Ángel Revilla | Govern               |
| 2011                   | 98,887  | 29.1 | 2n   | 12 / 39 | =   | Miguel Ángel Revilla | Oposició             |
| 2015                   | 97,185  | 29.9 | 2n   | 12 / 35 | =   | Miguel Ángel Revilla | Govern               |
| 2019                   | 122,479 | 37.7 | 1r   | 14 / 35 | 2   | Miguel Ángel Revilla | Govern               |
| 2023                   | 67,523  | 20.8 | 2n   | 8 / 35  | 6   | Miguel Ángel Revilla | Oposició             |

### Corts Generals
| Any       | Cantàbria         | Cantàbria         | Cantàbria         | Cantàbria | Cantàbria | Cantàbria | Cantàbria |
| Any       | Congrés           | Congrés           | Congrés           | Congrés   | Congrés   | Senat     | Senat     |
| Any       | Vote              | %                 | Pos.              | Escons    | +/–       | Escons    | +/–       |
| --------- | ----------------- | ----------------- | ----------------- | --------- | --------- | --------- | --------- |
| 1993      | 18,608            | 5.7               | 5è                | 0 / 5     | Nou       | 0 / 4     | Nou       |
| 2011      | 44,010            | 12.5              | 3r                | 0 / 5     | =         | 0 / 4     | =         |
| 2019 (I)  | 52,197            | 14.6              | 4t                | 1 / 5     | 1         | 0 / 4     | =         |
| 2019 (II) | 68,580            | 21.1              | 3r                | 1 / 5     | =         | 0 / 4     | =         |
| 2023      | No van participar | No van participar | No van participar | 0 / 5     | 1         | 0 / 4     | =         |